# Lobostemon lucidus
Lobostemon lucidus là loài thực vật có hoa trong họ Mồ hôi. Loài này được (Lehm.) H. Buek mô tả khoa học đầu tiên năm 1837.